# Blob Kombat
Blob Kombat is een computerspel dat werd ontwikkeld door Pink Pig Software en uitgegeven door Amiga Power. Het spel is een platformspel en werd uitgebracht in 1995 voor de Commodore Amiga. Het spel is Engelstalig en heeft als licentie shareware. Het spel kan gespeeld worden met twee tot drie spelers.